# Olympische Sommerspiele 2020/Radsport – Sprint Bahn (Frauen)
Der Bahnradsprint der Frauen bei den Olympischen Spielen 2020 in Tokio wurde vom 6. bis 8. August 2021 im Izu Velodrome ausgetragen.

## Ergebnisse

### Qualifikation
| Rang | Athletin             | Nation             | Zeit (s) | Defizit (s) | Anmerkung |
| ---- | -------------------- | ------------------ | -------- | ----------- | --------- |
| 1    | Lea Sophie Friedrich | Deutschland        | 10,310   |             | OR        |
| 2    | Kelsey Mitchell      | Kanada             | 10,346   | +0,036      |           |
| 3    | Emma Hinze           | Deutschland        | 10,381   | +0,071      |           |
| 4    | Mathilde Gros        | Frankreich         | 10,400   | +0,090      |           |
| 5    | Lauriane Genest      | Kanada             | 10,460   | +0,150      |           |
| 6    | Olena Starykowa      | Ukraine            | 10,461   | +0,151      |           |
| 7    | Shanne Braspennincx  | Niederlande        | 10,479   | +0,169      |           |
| 8    | Katy Marchant        | Großbritannien     | 10,495   | +0,185      |           |
| 9    | Lee Wai-sze          | Hongkong           | 10,538   | +0,228      |           |
| 10   | Zhong Tianshi        | China              | 10,559   | +0,249      |           |
| 11   | Ellesse Andrews      | Neuseeland         | 10,563   | +0,253      |           |
| 12   | Darja Schmeljowa     | ROC                | 10,667   | +0,357      |           |
| 13   | Anastassija Woinowa  | ROC                | 10,669   | +0,359      |           |
| 14   | Kaarle McCulloch     | Australien         | 10,679   | +0,369      |           |
| 15   | Daniela Gaxiola      | Mexiko             | 10,682   | +0,372      |           |
| 16   | Simona Krupeckaitė   | Litauen            | 10,706   | +0,396      |           |
| 17   | Yūka Kobayashi       | Japan              | 10,711   | +0,401      |           |
| 18   | Bao Shanju           | China              | 10,723   | +0,413      |           |
| 19   | Yuli Verdugo         | Mexiko             | 10,818   | +0,508      |           |
| 20   | Madalyn Godby        | Vereinigte Staaten | 10,869   | +0,559      |           |
| 21   | Lee Hye-jin          | Südkorea           | 10,904   | +0,594      |           |
| 22   | Charlene du Preez    | Südafrika          | 10,974   | +0,664      |           |
| 23   | Ljubow Bassowa       | Ukraine            | 10,981   | +0,671      |           |
| 24   | Miglė Marozaitė      | Litauen            | 11,031   | +0,721      |           |
| 25   | Urszula Łoś          | Polen              | 11,047   | +0,737      |           |
| 26   | Marlena Karwacka     | Polen              | 11,083   | +0,773      |           |
| 27   | Kirstie James        | Neuseeland         | 11,116   | +0,806      |           |
| 28   | Jessica Lee Hoi-yan  | Hongkong           | 11,232   | +0,922      |           |
| 29   | Coralie Demay        | Frankreich         | 11,849   | +1,539      |           |
|      | Laurine van Riessen  | Niederlande        | DNS      | DNS         |           |

### 1/32 Finale
| Lauf | Rang | Athletin             | Nation             | Defizit (s) |
| ---- | ---- | -------------------- | ------------------ | ----------- |
| 1    | 1    | Lea Sophie Friedrich | Deutschland        | X           |
| 1    | 2    | Miglė Marozaitė      | Litauen            | +0,370      |
| 2    | 1    | Kelsey Mitchell      | Kanada             | X           |
| 2    | 2    | Ljubow Bassowa       | Ukraine            | +0,535      |
| 3    | 1    | Emma Hinze           | Deutschland        | X           |
| 3    | 2    | Charlene du Preez    | Südafrika          | +0,415      |
| 4    | 1    | Mathilde Gros        | Frankreich         | X           |
| 4    | 2    | Lee Hye-jin          | Südkorea           | +0,797      |
| 5    | 1    | Lauriane Genest      | Kanada             | X           |
| 5    | 2    | Madalyn Godby        | Vereinigte Staaten | +0,121      |
| 6    | 1    | Olena Starykowa      | Ukraine            | X           |
| 6    | 2    | Yuli Verdugo         | Mexiko             | +0,107      |
| 7    | 1    | Shanne Braspennincx  | Niederlande        | X           |
| 7    | 2    | Bao Shanju           | China              | +0,152      |
| 8    | 1    | Katy Marchant        | Großbritannien     | X           |
| 8    | 2    | Yūka Kobayashi       | Japan              | +0,612      |
| 9    | 1    | Lee Wai-sze          | Hongkong           | X           |
| 9    | 2    | Simona Krupeckaitė   | Litauen            | +0,102      |
| 10   | 1    | Zhong Tianshi        | China              | X           |
| 10   | 2    | Daniela Gaxiola      | Mexiko             | +0,087      |
| 11   | 1    | Ellesse Andrews      | Neuseeland         | X           |
| 11   | 2    | Kaarle McCulloch     | Australien         | +0,255      |
| 12   | 1    | Anastassija Woinowa  | ROC                | X           |
| 12   | 2    | Darja Schmeljowa     | ROC                | +0,056      |

### 1/32 Finale Hoffnungsrunde
| Lauf | Rang | Athletin           | Nation             | Defizit (s) |
| ---- | ---- | ------------------ | ------------------ | ----------- |
| 1    | 1    | Yūka Kobayashi     | Japan              | X           |
| 1    | 2    | Simona Krupeckaitė | Litauen            | +0,052      |
| 1    | 3    | Miglė Marozaitė    | Litauen            | +0,265      |
| 2    | 1    | Bao Shanju         | China              | X           |
| 2    | 2    | Daniela Gaxiola    | Mexiko             | +0,027      |
| 2    | 3    | Ljubow Bassowa     | Ukraine            | +0,602      |
| 3    | 1    | Kaarle McCulloch   | Australien         | X           |
| 3    | 2    | Yuli Verdugo       | Mexiko             | +0,041      |
| 3    | 3    | Charlene du Preez  | Südafrika          | +0,354      |
| 4    | 1    | Madalyn Godby      | Vereinigte Staaten | X           |
| 4    | 2    | Lee Hye-jin        | Südkorea           | +0,054      |
| 4    | 3    | Darja Schmeljowa   | ROC                | +0,057      |

### 1/16 Finale
| Lauf | Rang | Athletin             | Nation             | Defizit (s) |
| ---- | ---- | -------------------- | ------------------ | ----------- |
| 1    | 1    | Lea Sophie Friedrich | Deutschland        | X           |
| 1    | 2    | Madalyn Godby        | Vereinigte Staaten | +0,391      |
| 2    | 1    | Kelsey Mitchell      | Kanada             | X           |
| 2    | 2    | Kaarle McCulloch     | Australien         | +0,135      |
| 3    | 1    | Emma Hinze           | Deutschland        | X           |
| 3    | 2    | Bao Shanju           | China              | +0,201      |
| 4    | 1    | Mathilde Gros        | Frankreich         | X           |
| 4    | 2    | Yūka Kobayashi       | Japan              | +0,485      |
| 5    | 1    | Lauriane Genest      | Kanada             | X           |
| 5    | 2    | Anastassija Woinowa  | ROC                | +0,035      |
| 6    | 1    | Olena Starykowa      | Ukraine            | X           |
| 6    | 2    | Ellesse Andrews      | Neuseeland         | +0,026      |
| 7    | 1    | Shanne Braspennincx  | Niederlande        | X           |
| 7    | 2    | Zhong Tianshi        | China              | +0,030      |
| 8    | 1    | Katy Marchant        | Großbritannien     | X           |
| 8    | 2    | Lee Wai-sze          | Hongkong           | +0,025      |

### 1/16 Finale Hoffnungslauf
| Lauf | Rang | Athletin            | Nation             | Defizit (s) |
| ---- | ---- | ------------------- | ------------------ | ----------- |
| 1    | 1    | Lee Wai-sze         | Hongkong           | X           |
| 1    | 2    | Madalyn Godby       | Vereinigte Staaten | +0,168      |
| 2    | 1    | Zhong Tianshi       | China              | X           |
| 2    | 2    | Kaarle McCulloch    | Australien         | +0,117      |
| 3    | 1    | Ellesse Andrews     | Neuseeland         | X           |
| 3    | 2    | Bao Shanju          | China              | +0,234      |
| 4    | 1    | Anastassija Woinowa | ROC                | X           |
| 4    | 2    | Yūka Kobayashi      | Japan              | +0,275      |

### Achtelfinale
| Lauf | Rang | Athletin             | Nation         | Defizit (s) |
| ---- | ---- | -------------------- | -------------- | ----------- |
| 1    | 1    | Lea Sophie Friedrich | Deutschland    | X           |
| 1    | 2    | Anastassija Woinowa  | ROC            | +0,135      |
| 2    | 1    | Kelsey Mitchell      | Kanada         | X           |
| 2    | 2    | Ellesse Andrews      | Neuseeland     | +0,005      |
| 3    | 1    | Emma Hinze           | Deutschland    | X           |
| 3    | 2    | Zhong Tianshi        | China          | +0,359      |
| 4    | 1    | Lee Wai-sze          | Hongkong       | X           |
| 4    | 2    | Mathilde Gros        | Frankreich     | +0,019      |
| 5    | 1    | Katy Marchant        | Großbritannien | X           |
| 5    | 2    | Lauriane Genest      | Kanada         | +0,179      |
| 6    | 1    | Shanne Braspennincx  | Niederlande    | X           |
| 6    | 2    | Olena Starykowa      | Ukraine        | +0,045      |

### Achtelfinale Hoffnungsrunde
| Lauf | Rang | Athletin            | Nation     | Defizit (s) |
| ---- | ---- | ------------------- | ---------- | ----------- |
| 1    | 1    | Lauriane Genest     | Kanada     | X           |
| 1    | 2    | Mathilde Gros       | Frankreich | +0,001      |
| 1    | 3    | Anastassija Woinowa | ROC        | +0,095      |
| 2    | 1    | Olena Starykowa     | Ukraine    | X           |
| 2    | 2    | Ellesse Andrews     | Neuseeland | +0,007      |
| 2    | 3    | Zhong Tianshi       | China      | +0,056      |

### Viertelfinale
| Lauf | Rang | Athletin             | Nation         | Rennen 1 | Rennen 2 | Stechen  |
| ---- | ---- | -------------------- | -------------- | -------- | -------- | -------- |
| 1    | 1    | Olena Starykowa      | Ukraine        | X        | +0,018 s | X        |
| 1    | 2    | Lea Sophie Friedrich | Deutschland    | +0,001 s | X        | +0,019 s |
| 2    | 1    | Kelsey Mitchell      | Kanada         | X        | X        |          |
| 2    | 2    | Lauriane Genest      | Kanada         | +0,041 s | +0,058 s |          |
| 3    | 1    | Emma Hinze           | Deutschland    | X        | X        |          |
| 3    | 2    | Shanne Braspennincx  | Niederlande    | +0,098 s | +0,074 s |          |
| 4    | 1    | Lee Wai-sze          | Hongkong       | X        | X        |          |
| 4    | 2    | Katy Marchant        | Großbritannien | +0,027 s | +0,036 s |          |

### Platzierungen 5–8
| Rang | Athletin             | Nation         | Zeit     |
| ---- | -------------------- | -------------- | -------- |
| 5    | Lea Sophie Friedrich | Deutschland    |          |
| 6    | Katy Marchant        | Großbritannien | +0,099 s |
| 7    | Shanne Braspennincx  | Niederlande    | +0,126 s |
| 8    | Lauriane Genest      | Kanada         | +0,216 s |

### Halbfinale
| Lauf | Rang | Athletin        | Nation      | Rennen 1 | Rennen 2 | Stechen  |
| ---- | ---- | --------------- | ----------- | -------- | -------- | -------- |
| 1    | 1    | Olena Starykowa | Ukraine     | X        | X        |          |
| 1    | 2    | Lee Wai-sze     | Hongkong    | +0,040 s | +0,128 s |          |
| 2    | 1    | Kelsey Mitchell | Kanada      | X        | +0,285 s | X        |
| 2    | 2    | Emma Hinze      | Deutschland | +0,101 s | X        | +0,176 s |

### Finale
| Rang             | Athletin        | Nation      | Rennen 1 | Rennen 2 | Stechen |
| ---------------- | --------------- | ----------- | -------- | -------- | ------- |
| Rennen um Gold   |                 |             |          |          |         |
| Gold             | Kelsey Mitchell | Kanada      | X        | X        |         |
| Silber           | Olena Starykowa | Ukraine     | +0,061 s | +0,064 s |         |
| Rennen um Bronze |                 |             |          |          |         |
| Bronze           | Lee Wai-sze     | Hongkong    | X        | X        |         |
| 4                | Emma Hinze      | Deutschland | +0,964 s | +0,233 s |         |